# نوتو، ایشیکاوا
نوتو، ایشیکاوا (به لاتین: Noto, Ishikawa) یک منطقهٔ مسکونی در ژاپن است که در استان ایشیکاوا واقع شده‌است. نوتو ۲۱٬۸۶۳ نفر جمعیت دارد.